# Харківміськгаз
АТ «Харківмісьга́з» — акціонерне товариство зі штаб-квартирою в місті Харкові, яке займається розподіленням, транспортуванням та постачанням газу в місті Харкові.

## Історія
У 1870 році в Харкові було створено «Товариство газопостачання та водопостачання». З 1943 року підприємство почало діяти як трест «Харкгаз». 
У 1998 році, на базі ВАТ «Харківміськгаз», створюються дев'ять районних управлінь газового господарства. 
У 2011 році підприємство змінило своє найменування на ПАТ «Харківміськгаз». 
У 2015 році здійснено реструктуризацію підрозділів компанії.
До березня 2023 року АТ «Харківміськгаз» належало ПрАТ «Газтек», фактичним власником підприємства був Дмитро Фірташ.
31 березня 2023 року, АТ «Харківміськгаз» перейшло під державне управління групи компаній НАК «Нафтогаз України» .

## Структура
- Північне управління газового господарства: Холодногірський, Шевченківський та Київський райони;
- Південне управління газового господарства: Новобаварський, Слобідський, Основ'янський райони;
- Східне управління газового господарства: Московський, Індустріальний, Немишлянський райони[5].